# هيوز لي رو
هيوز لي رو (بالفرنسية: Hugues Le Roux)‏ هو صحفي وسياسي فرنسي، ولد في 23 نوفمبر 1860 في لو هافر في فرنسا، وتوفي في 14 نوفمبر 1925 في باريس في فرنسا. انتخب عضو مجلس الشيوخ في الجمهورية الفرنسية الثالثة.